# (9729) 1981 RQ
(9729) 1981 RQ là một tiểu hành tinh vành đai chính. Nó được phát hiện bởi Antonín Mrkos ở Đài thiên văn Kleť gần České Budějovice, Cộng hòa Séc, ngày 7 tháng 9 năm 1981.